# 雋悅

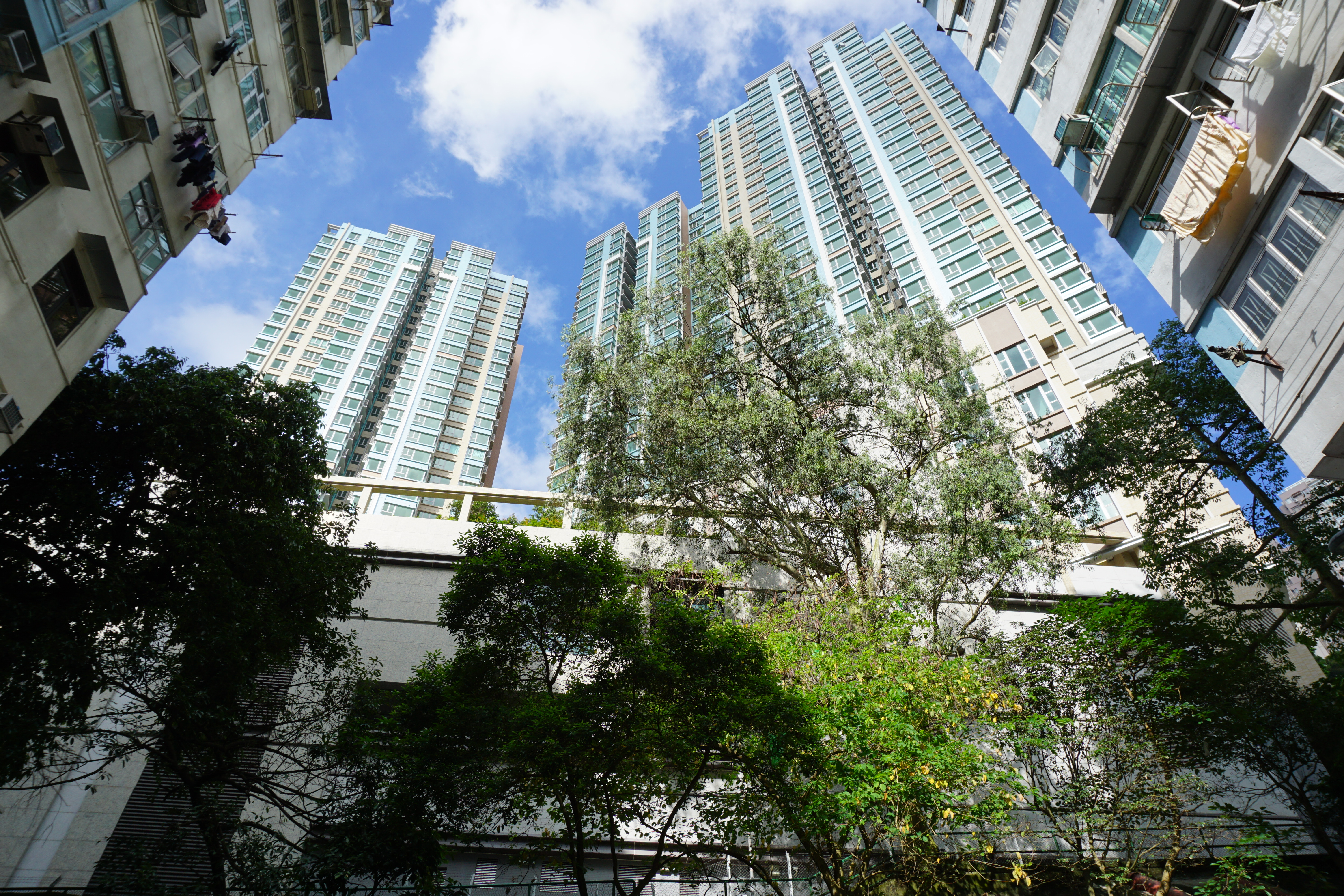
雋悅

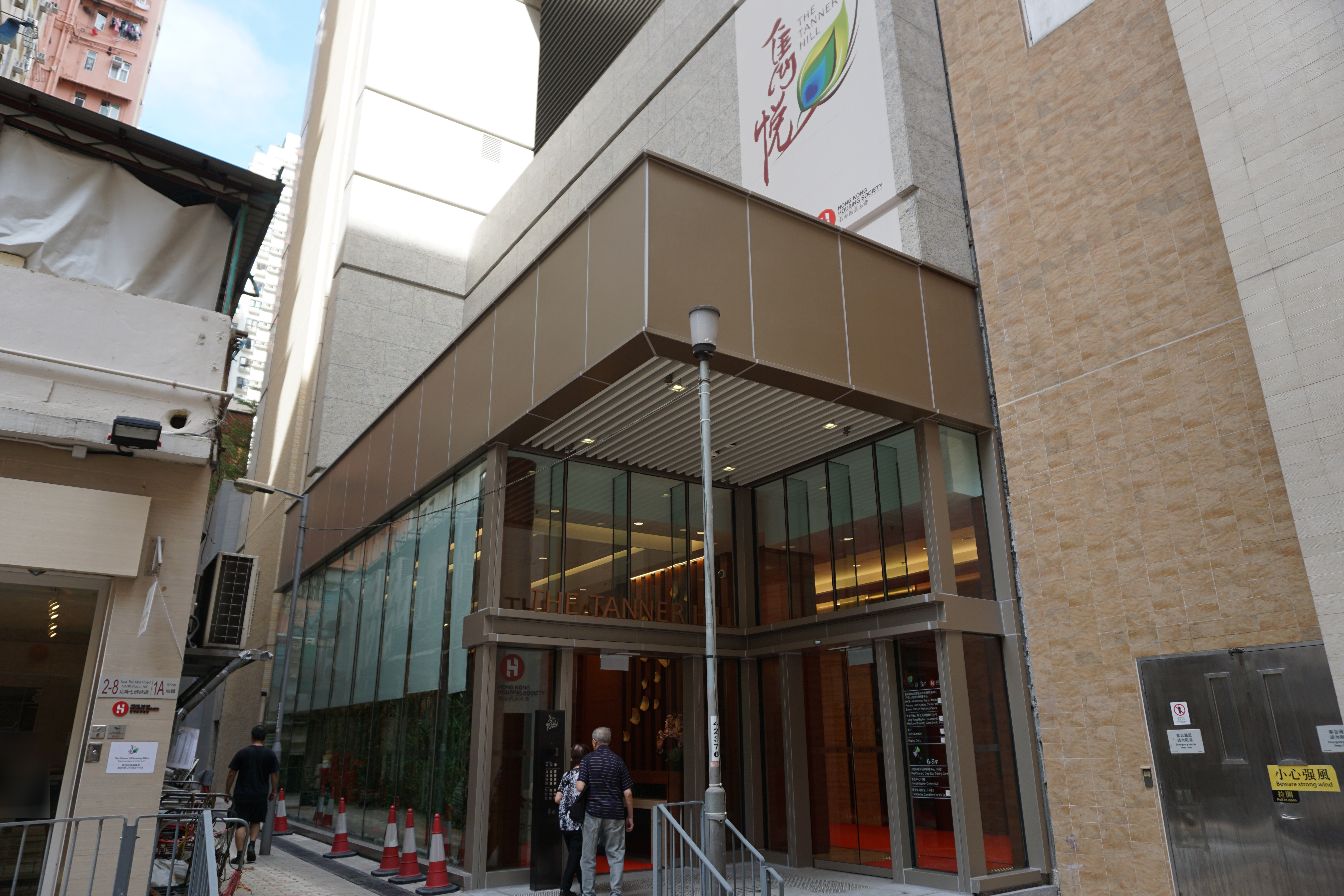
入口大堂

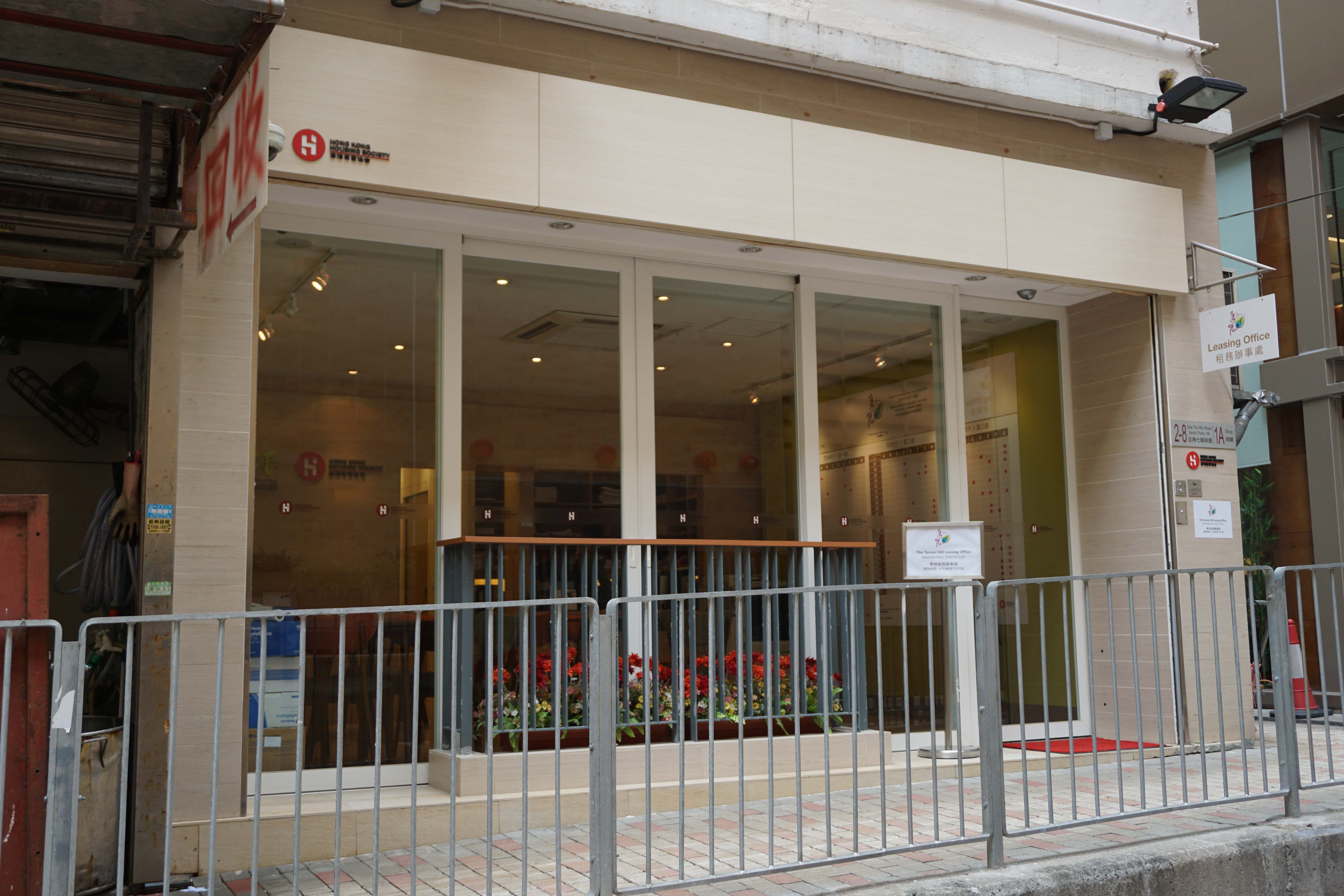
租務辦事處

雋悅（英語：The Tanner Hill），是由香港房屋協會在2012年2月7日宣佈的「雋逸生活」長者住屋計劃的其中一所屋苑，位於北角丹拿道8號－前丹拿山邨地段，住宅座數共3座，提供588個單位，單位面積約為500至1,300平方呎，2015年年底入伙。
長者屋除了住宅單位外，還有其他服務，包括保健護理、家務助理等，住客須一次性繳付租金介乎港幣四百萬元至一千六百萬元，另每月加管理費及其他服務費用。入住門檻高被稱為以富貴長者為對象的「白金長者屋」。。不過在2015年底推出時反應冷淡，入住率僅一成二。最終將項目一半樓面面積劃為兩年的短期租約單位，由每平方呎42港元，大幅下調17%至35港元。現時所有短租單位已經額滿。此外計劃除開放式單位外，一個老人家可帶三名直系親屬同住，不過有住戶在2016年入伙後才得悉「直系」不包括女婿，18歲以下家屬亦不可以同住。

## 設施
會所名為「雋悦‧滙」，提供一系列專為長者而設的設施，包括室內恆溫游泳池、圖書館、健身室、迷你影院、麻雀室、多功能室（適合伸展運動、瑜珈及舞蹈訓練等）、活動室、遊樂室、音樂室和工藝室等。
大廈3樓設中醫專科診所、家庭醫學及基層醫療中心暨長者健康中心、聲哥廚房和Happy Ours Cafe。

## 外部連結
- 雋悅官方網頁 （页面存档备份，存于）
- 房協為優質長者房屋展開新里程
- 房屋事務委員會 (會議紀要) 1997年1月13日 （页面存档备份，存于）